# Буховецкие
Буховецкий (пол. Buchowiecki) — польский дворянский герб.

## Описание
В красном поле стрела остриём вверх, на крае серебряного пол-перстня. В навершии шлема пять страусовых перьев. Герб Дрогослав 2 (употребляют: Буховецкие) внесён в Часть 1 Гербовника дворянских родов Царства Польского, стр. 178.

## Герб используют
Буховецкие, в прежней Мельницкой Земле, из коих Иван в 1755 году владел там Земским имением.